# Myodes rufocanus
Myodes rufocanus là một loài động vật có vú trong họ Cricetidae, bộ Gặm nhấm. Loài này được Sundevall mô tả năm 1846.